# Мурчали
Мурчали (туркм. Murçaly) — этнографическая группа в составе туркмен, в прошлом — туркменское племя. Проживают в селе Мурча, расположенного Ахалском велаяте Туркменистана.

## Этимология
Слово «Мурча» в переводе с туркменского означает бедный, слабый, небольшой, муравей. В настоящее время, туркменские туристы часто приезжают в деревню Мурче, чтобы наблюдать за исторической древней крепостью, руины которой расположены в 3 км западнее современного города Бахерден.

## Описание
Оседлое туркменское племя мурчали состоит в основном из двух крупных подразделений: овшар (афшары) и юзбаши, которые, в свою очередь, разделяются на несколько более мелких групп. Название племени мурчали (мурчинцы, мурчинский) происходит от селения Мурча, находящегося в Ахалском велаяте. Мурчинцы считают себя исконными жителями этой земли; до прихода текинцев они обитали в укрепленной крепости.
Основным занятием племени было земледелие. Помимо этого, они издавна занимались виноградарством, а также шелководством и производством ситца.
Планировка усадеб племени мурчали отражает особенности их оседлого образа жизни. С давних времён мурчали строили высокие глинобитные дома, называемые «там». На оконные проёмы раньше вешали ставни, которые летом оставались открытыми, а зимой закрывались даже днём. С присоединением Туркмении к Российской империи появились застеклённые окна. Внутри просторных комнат находились три высокие деревянные колонны без оснований. В двух противоположных стенах под потолком оставлялись вентиляционные отверстия. Для строительства домов использовались глина и дерево.
Архитектура племени мурчали является выражением их уникальной строительной культуры, уходящей своими корнями в глубину веков. Она обладает индивидуальными чертами, отличающими её от зодчества али-эли, эрсари, теке и других туркменских племен.